# فرودگاه نارین
فرودگاه نارین (به لاتین: Naryn Airport) یک فرودگاه در قرقیزستان است که در شهر نارین واقع شده‌است.